# Родин Поток
Родин Поток (хорв. Rodin Potok) — населений пункт у Хорватії, в Вировитицько-Подравській жупанії у складі громади Сухополє.

## Населення
Населення за даними перепису 2011 року становило 56 осіб.
Динаміка чисельності населення поселення:

## Клімат
Середня річна температура становить 10,96 °C, середня максимальна – 25,19 °C, а середня мінімальна – -5,67 °C. Середня річна кількість опадів – 794 мм.
| Клімат поселення                              | Клімат поселення | Клімат поселення | Клімат поселення | Клімат поселення | Клімат поселення | Клімат поселення | Клімат поселення | Клімат поселення | Клімат поселення | Клімат поселення | Клімат поселення | Клімат поселення | Клімат поселення |
| Показник                                      | Січ.             | Лют.             | Бер.             | Квіт.            | Трав.            | Черв.            | Лип.             | Серп.            | Вер.             | Жовт.            | Лист.            | Груд.            |                  |
| Середній максимум, °C                         | 7,08             | 8,73             | 13,26            | 17,21            | 22,06            | 25,19            | 24,08            | 23,51            | 19,58            | 15,06            | 9,43             | 5,02             |                  |
| Середня температура, °C                       | 0,69             | 2,37             | 6,89             | 10,84            | 15,68            | 18,82            | 20,67            | 20,10            | 16,18            | 11,65            | 6,03             | 1,61             |                  |
| Середній мінімум, °C                          | −5,67            | −4               | 0,51             | 4,46             | 9,32             | 12,44            | 17,27            | 16,70            | 12,78            | 8,24             | 2,62             | −1,79            |                  |
| Норма опадів, мм                              | 49               | 43               | 50               | 64               | 74               | 92               | 74               | 80               | 66               | 67               | 77               | 58               |                  |
| Середньомісячна швидкість вітру, м/с          | 2.17             | 2.42             | 2.75             | 2.61             | 2.39             | 2.20             | 2.10             | 1.91             | 1.98             | 2.01             | 2.14             | 2.21             |                  |
| Середньомісячна сонячна радіація, кДж/м²·день | 4133             | 6951             | 10814            | 15217            | 19477            | 21558            | 22265            | 19723            | 14621            | 9129             | 4717             | 3484             |                  |
| --------------------------------------------- | ---------------- | ---------------- | ---------------- | ---------------- | ---------------- | ---------------- | ---------------- | ---------------- | ---------------- | ---------------- | ---------------- | ---------------- | ---------------- |
| Джерело:                                      |                  |                  |                  |                  |                  |                  |                  |                  |                  |                  |                  |                  |                  |